# Комсомольский переулок (Павловск)
Комсомо́льский переу́лок — переулок в городе Павловске (Пушкинский район Санкт-Петербурга). Проходит от улицы Обороны до Надгорной улицы.
Первоначальное название — Пусто́й переулок. Оно появилось в 1850-х годах.
В 1960-х переулок переименовали в Комсомольский — в честь комсомола.
По данным Большой топонимической энциклопедии, переулок «исчез в 1970-е гг.», а потому помещен в раздел «Утраченные названия». Однако, по данным на ноябрь 2015 года, Комсомольский переулок наличествует в реестре названий объектов городской среды Санкт-Петербурга, а значит, он не упразднен.
По обе стороны Комсомольского переулка располагается парк «Мариенталь». Сейчас переулок представляет собой грунтовку.
По Красногвардейской улице сейчас числится только один дом — 6.